# Aeropuerto de Guanaja
El Aeropuerto de Guanaja (IATA: GJA, OACI: MHNJ) es un aeropuerto regional que sirve a la isla hondureña de Guanaja.
Guanaja es una de las Islas de la Bahía, localizada aproximadamente 70 km al norte de la costa de Honduras y 12 km de la isla de Roatán.

## Aerolíneas y destinos
| Aerolíneas  | Destinos         |
| ----------- | ---------------- |
| CM Airlines | La Ceiba, Roatán |